# 本多正純
本多 正純（ほんだ まさずみ）は、安土桃山時代から江戸時代初期にかけての武将、大名。江戸幕府の老中。下野国小山藩主、同宇都宮藩主（第28代宇都宮城主）。本多正信の長男で、正信系本多家宗家2代。
徳川家康の側近であったが、徳川秀忠の代に失脚した。

## 生涯

### 関ヶ原まで
永禄8年（1565年）、本多正信の嫡男として生まれる。当時、正信は三河一向一揆で徳川家康に反逆し、三河国を追放されて大和国の松永久秀を頼っていたとされるが、正純は大久保忠世のもとで母親とともに保護されていた。
父が徳川家康のもとに復帰すると、共に復帰して家康の家臣として仕えた。慶長5年（1600年）の関ヶ原の戦いでは家康に従って本戦に参加した。戦後、家康の命令で石田三成の身柄を預かった。また、父・正信とともに徳川家の後継者候補に結城秀康の名を挙げて、これを推挙した（「大久保家留書」）。

### 家康存命中
慶長6年（1601年）2月、従五位下・上野介に叙任。慶長8年（1603年）、家康が征夷大将軍となって江戸に幕府を開くと、家康に重用されるようになる。慶長10年（1605年）、家康が将軍職を三男の秀忠に譲って大御所となり、家康と秀忠の二元政治が始まると、江戸の秀忠には大久保忠隣が、駿府の家康には正純が、そして正純の父・正信は両者の調停を務めるかたちで、それぞれ補佐として従うようになった。慶長13年（1608年）には下野国小山藩3万3,000石の大名として取り立てられた。
慶長17年（1612年）2月、正純の家臣・岡本大八は肥前国日野江藩主・有馬晴信から多額の賄賂をせしめ、肥前杵島郡・藤津郡・彼杵郡の加増を斡旋すると約束したが、これが詐欺であったことが判明し、大八は火刑に処され、晴信は流刑となりのちに自害へと追いこまれた（岡本大八事件）。大八がキリシタンであったため、これ以後、徳川幕府の禁教政策が本格化することになった。
慶長17年（1612年）12月22日には築城後まもない駿府城が火災で焼失したが、再建がなるまでの間、家康は正純の屋敷で暮らした。
慶長19年（1614年）からの大坂冬の陣のとき、徳川氏と豊臣氏の講和交渉で、大坂城内堀埋め立ての策を家康に進言したのは、正純であったといわれている。

### 秀忠時代
元和2年（1616年）、家康と正信が相次いで没した後は、江戸に転任して第2代将軍・徳川秀忠の側近となり、年寄（のちの老中）にまで列せられた。しかし先代からの宿老であることをたのみに権勢を誇り、やがて秀忠や秀忠側近からうらまれるようになる。なお、家康と正信が死去した後、2万石を加増されて5万3,000石の大名となる。
元和5年（1619年）10月に福島正則の改易後、亡き家康の遺命であるとして下野国小山藩5万3,000石から宇都宮藩15万5,000石に加増を受けた。これにより、周囲からさらなるうらみを買うようになる。ただし、正純自身は、さしたる武功も立てていない自分にとっては過分な知行であり、また政敵の怨嗟、憤怒も斟酌し、加増を固辞していた。
幕僚の世代交代が進んでいたが、正純はかわらず、幕府で枢要な地位にあった。しかし、後ろ盾である家康や父・正信が没し、秀忠が主導権を握ったうえに、秀忠側近である土井利勝らが台頭してきたことで正純の影響力、政治力は弱まっていった。

### 失脚

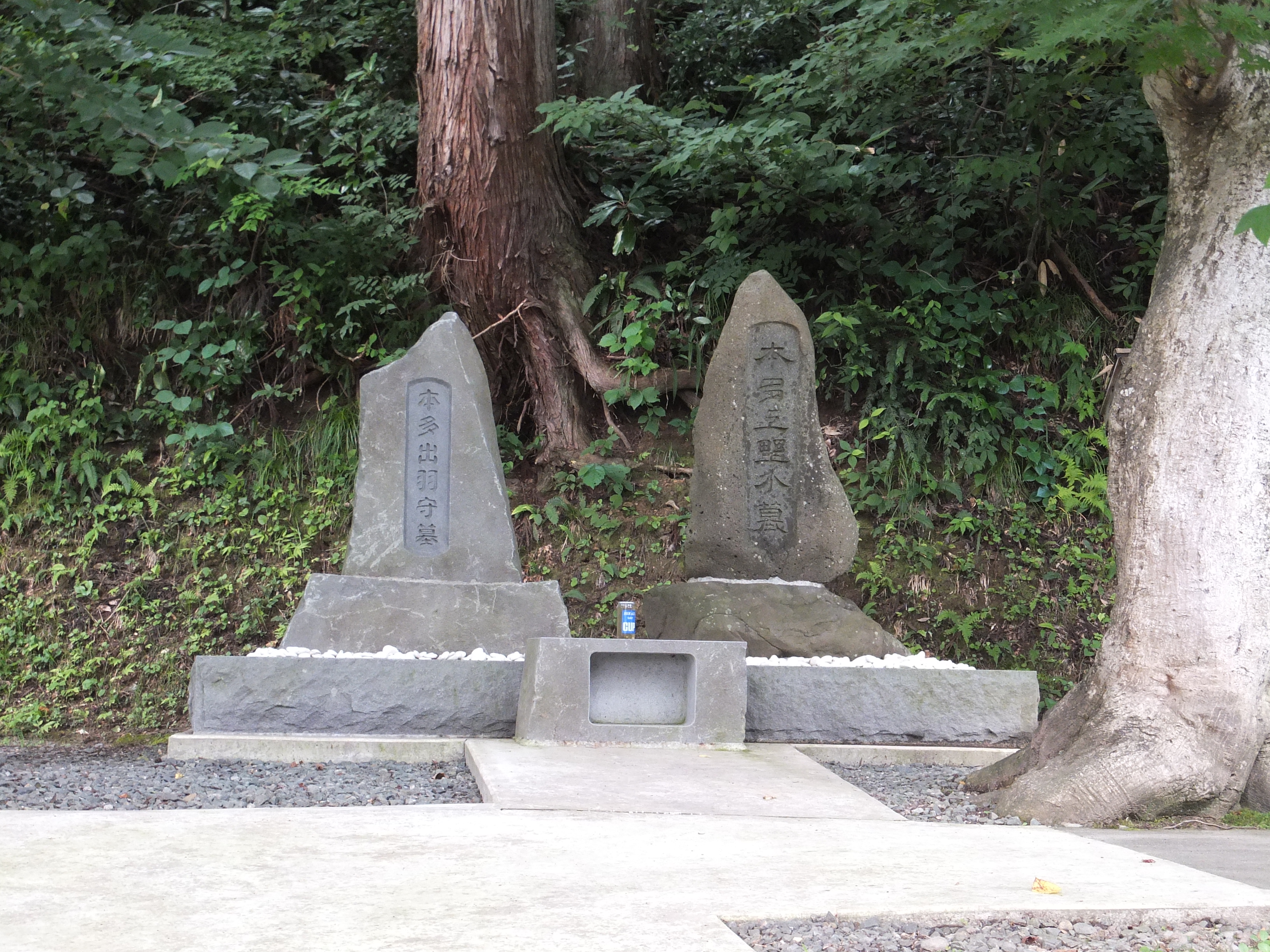
本多正純とその子正勝の墓（秋田県横手市）

元和8年（1622年）8月、出羽山形の最上氏が改易された際、正純は上使として山形城の受取りに派遣された。9月上旬に最上領に入った正純は、周辺諸大名とともに無事に城を接収した。しかしそのとき数日遅れで遣わされた伊丹康勝と高木正次が正純糾問の使者として後を追っていた。
伊丹らは、鉄砲の秘密製造や宇都宮城の本丸石垣の無断修理、さらには秀忠暗殺を画策したとされる宇都宮城釣天井事件などを理由に11か条の罪状嫌疑を突きつけた。正純は最初の11か条については明快に答えたが、そこで追加して質問された3か条については適切な弁明ができなかった。その3か条とは城の修築において命令に従わなかった将軍家直属の根来同心を処刑したこと、鉄砲の無断購入、宇都宮城修築で許可なく抜け穴の工事をしたこととされる。
一方、『梅津政景日記』は改易の理由を、正純の奉公不足を原因とし、具体的に福島正則改易・宇都宮拝領・宇都宮城普請未成を挙げている。また元和8年10月6日付細川忠利書状には、正純が家康生前駿河にいたころから秀忠の意向に背くことが多く、加増による改心を期待したが態度を改めなかったとあり、同様の記述が10月10付土井利勝・酒井忠世書状にもある。さらに同月11日付同人書状にはこれに加えて、秀忠は今まで正純が家康側近だったため遠慮したが、これ以上は勘弁ならなかったとある。特に福島正則改易の諌止と宇都宮拝領の固辞と拝領後の上知申立は、秀忠の面目を損なう行為として怒りを買った。正純は家康側近時代に、家康と謁見した者達が礼として家康側近に贈った品々を、大抵は受け取った後に返却している。正純の上知申立は、秀忠を主君として扱わないという意味にも取れる行為であった。
先代よりの忠勤に免じ、改めて出羽国由利（現在の由利本荘市）に5万5,000石を与えるという代命を受けた。このとき使者として赴いた高木正次、伊丹康勝らの詰問にさらに弁明の中で謀反に身に覚えがない正純は毅然とした態度で応じ、その5万5,000石を固辞した。これが秀忠の逆鱗に触れることになった。高木と伊丹が正純の弁明の一部始終を秀忠に伝えると秀忠は激怒し、本多家は改易され知行は1,000石のみとなり、身柄は佐竹義宣に預けられ、出羽国由利へ流罪となり、のちに出羽国横手にて幽閉の身となった。正純の失脚により、家康時代その側近を固めた一派は完全に排斥され、土井利勝ら秀忠側近が影響力を一層強めることになる。
この顛末は、家康・秀忠の二元政治時代に本多親子の後塵を拝して正純の存在を疎ましく思っていた土井利勝らの謀略であったとか、あるいは秀忠の姉・加納御前（亀姫）が秀忠に正純の非を直訴したためだともされる。忠隣の親戚に当たる大久保忠教（彦左衛門）は、誣告を用いて忠隣を陥れた因果を受けたと快哉を叫んだという。
また、秀忠自身も父・家康の代から自らの意に沿わない正純を疎ましく思っていた。ただし秀忠が関ヶ原に遅参した際に本多正純は「秀忠公が遅れられたのは参謀たるわが父正信が謀を誤ったためであります。どうか父正信を処罰し、秀忠公の咎でないことを天下に明らかにしていただきとうございます」と言い、その言葉に秀忠は感謝し「よくぞ言ってくれた。そのほうの言葉、一生忘れぬぞ。」と言ったという逸話もある。秀忠は正純の処分について諸大名に個別に説明をするという異例の対応を取ったが、その説明を聞かされた当時の小倉藩藩主・細川忠利は「日比（ひごろ）ご奉公あしく」という理由であり、具体的には秀忠が福島正則を改易するのに反対したことと宇都宮を拝領してから数年たって「似合い申さず」と言って返上しようとしたことを挙げていた、と父の細川忠興に書き送っている。
以下の歌は、失脚した正純が幽閉された横手・上野台で詠んだものと伝えられる。
正純父子は、牢にこそ入らなかったものの屋敷からの外出はゆるされず、その屋敷は逃亡防止のために板戸で囲われて採光が不十分という、蟄居や軟禁と呼ぶには過酷な待遇であったといわれる。
寛永14年（1637年）2月29日、正純は配所の横手で死去した。享年73。本多正純の没年月日は従来寛永14年3月10日(1637年4月5日)とされているが、横手市での本多上野介正純の墓の現地踏査で、横手区裁判所職員一同が明治42年4月に建立した本多上墅介墓に寛永14年2月29日卒と刻されている。

## その後の本多家
配流の際、息子の正勝も同罪として出羽国由利に流されている。寛永14年（1637年）2月29日に正純は73歳の生涯を閉じたが、息子の正勝はそれより7年前の寛永7年（1630年）5月10日、長い幽閉生活で健康を害し、35歳で死去している。
正勝には長男・正好と次男・正之の子息がおり、嫡男・正好は右京亮と称した。元和9年（1623年）に江戸で出生したが、同年の本多家改易により、外祖父である美濃国大垣藩主戸田氏鉄の許に母親とともに身を寄せる。幼少より学問に励み、祖父・正純と父・正勝の墓参りを願い、寛永17年（1640年）に同藩を出奔したとされる。しかし、幕命により墓参はかなわず、上野国高崎城下に留まっていたという。明暦3年（1657年）に旗本安藤直政の招きで客臣となり、武蔵小平に居住したという。同村では苗字を和田と改め代官職についており、元禄15年（1702年）4月に死去した。享年80。
4,500石の旗本家臣として家を再興した江戸時代の和田家は代官を襲職して、角兵衛家と幸右衛門家（のちに木村と称した）に分かれた。木村家は江戸屋敷用人・御山目付などに就任していた。正好系本多氏は、旗本安藤家の重臣として木村正英で明治を迎え、本多正純の血脈を辛うじて伝えている。
正勝の次男・正之は配流の地横手で出生。忠左衛門と称した。正純没後、成瀬正虎に迎えられ、尾張犬山に居住したという。寛文4年（1664年）に赦免され、3,000石の旗本として家を再興している。寄合旗本として存続した江戸時代の本多家は従五位下佐渡守・近江守を叙任し、駿府定番・御使番・遠国奉行・御三卿家老職などに就任していた。しかし明治維新後は、東京府士族に編入されるも、ほかの士族と同じく家禄を失って没落し、正之系本多氏は断絶した。